# Реопалу
Ре́опалу (ест. Reopalu küla) — село в Естонії, у волості Тюрі повіту Ярвамаа.

## Населення
Чисельність населення на 31 грудня 2011 року становила 117 осіб.

## Географія
Село лежить у західному передмісті Пайде.
Через населений пункт проходять автошляхи 5 (Пярну — Раквере — Симеру) та 15129 (Пайде — Роовере — Куйметса).

## Історія
До 22 жовтня 2017 року село входило до складу волості Вяетса.